# Campeonato Paraguayo de Fútbol 1911
El Campeonato Paraguayo de Fútbol de 1911 fue la quinta edición del principal torneo de fútbol de Paraguay.
Para el campeonato de primera división de Paraguay se puso en juego la "Copa El Diario", trofeo que entregó el diario del mismo nombre. Seis equipos participaron en el torneo que se jugó en un sistema de dos rondas todos contra todos, siendo el equipo con más puntos al final de las dos rondas el campeón. 
El campeón del torneo fue el Club Nacional, quienes lo obtuvieron de manera invicta liderados por su capitán Bernardino Samaniego, la copa obtenida fue obsequiada y enviada al Club Nacional de Football de Uruguay.
Durante está temporada y hasta 1917 la liga convivió con la Liga Centenario un torneo formado por clubes disidentes y no inscritos en el Campeonato Paraguayo.

## Desarrollo
|  | Campeón.    |
|  | Descendido. |

| Equipo               |
| -------------------- |
| Club Nacional        |
| Atlántida Sport Club |
| Club Guaraní         |
| Club Olimpia         |
| Club Sol de América  |
| Club Libertad        |

| Bandera de Paraguay   |
| Campeón Club Nacional |
| Segundo título        |